# Onosma setosa
Onosma setosa là loài thực vật có hoa trong họ Mồ hôi. Loài này được Ledeb. mô tả khoa học đầu tiên năm 1810.